# Marie Lachenal

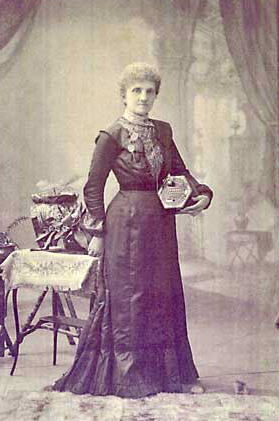
Marie Lachenal, Porträt des Fotografen Edwin Albert Debenham

Marie Lachenal (1848 – 1937) war eine britische Konzertinaspielerin klassischer Musik, sie spielte für die von ihrem Vater 1858 gegründeten britischen Koncertina Firma Lachenal & Co.

## Leben
Marie Lachenal wuchs in Westen von London auf. Sie war die Tochter der Schweizer Konzertinafabrikanten Luis und Elisabeth Lachenal. Vater Louis Lachenal begann mit der Herstellung Konzertinas 1848 und hatte seit 1853 seine eigene Manufaktur, die Konzertina-Produktionsfirma Lachenal & Co in Chiswick. Nach dessen frühen Tode übernahm ihre Mutter das Geschäft. Marie hatte zwei Schwestern, Eugenie und Josephine, mit ihnen debütierte sie im Alter von 16 Jahren als Konzertinakonzertistin am 14. Juni 1865 in der Myddelton Hall in Islington. Die drei Schwestern gaben zusammen Konzerte in den Jahren 1865–1866, und warben so auch für die Konzertinas ihres Vaters. Marie Lachenal zählte zu den besten Konzertinisten ihrer Zeit, wie: Giulio Regondi, Richard Blagrove und George Case. 1848 heiratete sie den Fotografen Edwin Albert Debenham aus Bournemouth, sie hatten neun Kinder.